# Uechi Ryū
Uechi-Ryu es uno de los tres principales estilos clásicos tradicionales del Karate de Okinawa. Junto con los estilos Goju Ryu, y Shorin Ryu. 
Su particularidad proviene de la forma en que se transmitió desde China a la isla de Okinawa en el Japón de la mano del maestro Kanbun Uechi y su familia. El maestro fue quien aprendió los estilos chinos ancestrales del dragón, el tigre y la grulla de Chuan-fa/ kung fu/ wu shu con los monjes chinos, conservando fielmente toda su filosofía y la forma china en las figuras o kata del estilo.
Generalmente en las artes marciales cuando un estilo crece y se expande, empieza un proceso de modificación y degeneración de los conceptos principales para su comprensión, perdiendo la esencia transmitida por el fundador, convirtiéndose así en un deporte de combate más. El Karate Uechi-ryu tampoco se ha librado de este fenómeno después de un siglo de existencia, pero sus raíces chinas están mejor preservadas que en otros estilos de karate y de kempo.

## Historia
La historia del Uechi-Ryu comienza con el nacimiento de Kanbun Uechi en el año 1877. Hijo mayor de Kantoku Uechi y su esposa Tsuru, vivía en una aldea de Motobu al (norte de Okinawa) y creció trabajando en el campo. Cuando tenía 19 años, y con la intención de librarse del servicio militar obligatorio, viaja a China para aprender las técnicas de Chuan-fa con su amigo Tokusaburo Matsuda. Los dos fueron a la famosa escuela de Kugusuku en Fuzhou (actualmente este estilo chino también está en Okinawa). Al poco tiempo Kanbun se marchó de esta escuela y luego pudo aprender con los monjes expertos en las técnicas del dragón, el tigre y la grulla. Sin saber el idioma ni las costumbres chinas, entrenó duramente en calidad de discípulo interno y diez años más tarde logró ser el primer maestro japonés de Chuan-fa/ kung fu / wu shu en China.
Aparte de tener la autorización para enseñar Chuan-fa, ya dominaba perfectamente la lengua china y la medicina oriental, que posteriormente le daría fama en toda Okinawa. Por recomendación de los maestros chinos, Kanbun estableció una escuela en Nansoe en la provincia de Fujian en China, que tuvo una gran aceptación entre la reservada comunidad china. Este hecho es muy importante, ya que los chinos apreciaron la calidad técnica y humana que Kanbun poseía, y entre tantos extranjeros que viajaron en esa época a la China, el maestro Kambun fue la única persona que logró obtener un reconocimiento oficial de los maestros chinos.
Pero un trágico suceso hizo que Kanbun se marchara de China y se obligó él mismo a sellar sus conocimientos de Chuan-fa durante 17 años. En aquella época hubo una gran sequía y en una disputa sobre el agua para el cultivo un alumno llegó a matar a un campesino con una técnica de Chuan-fa. Kanbun se sintió culpable por haber enseñado esa técnica y decidió volver a su natal Okinawa. Después de permanecer 13 años en Fujian, Kanbun regresó a su país natal haciéndose pasar por ciudadano chino. Tenía noticias de su amigo Matsuda, que volvió 8 años antes que él y había sido arrestado por el cargo de remiso, es decir: se negaba a servir en el ejército japonés. Cuando el barco llegó al puerto de Naha nadie dudaba que Kanbun era chino, pues tanto la vestimenta y el peinado de coleta como su comportamiento eran impecablemente chinos y hablaba chino mejor que su propia lengua natal.
Al año siguiente se casó con Gozei y un año más tarde nace su primer hijo, el futuro sucesor de su karate, Kan·ei. Kanbun volvió a ser campesino y dejó de enseñar el arte que aprendió en China, manteniendo sus conocimientos y su calidad de maestro en secreto. En la capital de la isla la ciudad de Naha, su amigo chino "Gokenki" (experto en el estilo de la grulla blanca que ya influía a varios de los estilos de Okinawa) comentó a los maestros de Naha y Tomari que en el pueblo de Izumi vivía un gran experto de Chuan-fa autorizado por los maestros Chinos. La fama de Kanbun iba aumentando día tras día. Empezó a recibir visitas de todas las clases sociales y ofertas de trabajo como maestro de Karate en institutos públicos, pero él se negaba rotundamente a enseñar. 
Okinawa siempre carecío de una industria propia y muchos okinawenses migraban a las grandes islas del Japón central, sobre todo a la zona industrial de Kansai, la ciudad de Osaka y sus alrededores. La situación económica de Kanbun tampoco iba muy bien y decidió marcharse a Wakayama, al sur de Osaka, a principios de 1924. Tenía entonces 47 años.
Consiguió un empleo en una fábrica textil y vivía en un Shataku (apartamentos ofrecidos por la empresa) situado detrás de la fábrica. Allí vivían más okinawenses y a través de sus compatriotas corría la voz de su fama de ser un gran maestro de Karate. Por fin un joven okinawense llamado Ryuyu Tomoyose convenció al maestro que le enseñara su arte en secreto. Esto fue el comienzo del Shataku Dojo (Dojo de apartamento), una escuela oculta y sin nombre. Durante esta primera etapa de transmisión de sus conocimientos, Kanbun empezaría a aceptar discípulos sólo con la garantía de que guardasen el secreto. Practicaban en el apartamento sólo en las noches, después de trabajar, a puerta cerrada. 
Su hijo Kan·ei viajó solo hasta Wakayama a los 17 años y allí empezaría su carrera como sucesor del maestro. En aquella época en la zona de Wakayama había unas bandas mafiosas, sobre todo la banda de okinawenses que cometían numerosos delitos y extorsionaban a los trabajadores. La comunidad pidió protección a Kanbun. Él y sus discípulos acabaron con los mafiosos y trajeron la paz a Wakayama. Este suceso hizo pensar a Kanbun de la correcta aplicación moral de su estilo de Chuan-fa, con el fin de formar personas honestas y fuertes que contribuyeran positivamente a la sociedad. En 1932 Kanbun abre públicamente una escuela de Karate en el distrito de Tebira en Wakayama. Nombra a su escuela "Pangainoon-Ryu Karate-Jutsu Kenkyujo" (Centro de investigación de Karate del estilo Pangainoon). Kanbun bautizó su estilo con la palabra china "Pangainoon", pero esto no quiere decir que lo que el aprendió en China se llamara así: la palabra "Pangainoon" es un concepto común de las artes marciales chinas y su significado es "mitad duro y mitad blando". Existían otros maestros con el mismo concepto que determinaron sus estilos en japonés "Goju Ryu", "hankou", "hankounan" o "kounan".
En 1937 Kanbun autorizó a su hijo Kan·ei a establecer otro Dojo en el centro de Osaka y en 1940 lo trasladó a la ciudad de Amagasaki en Hyogo (oeste de Osaka) por petición de la asociación de personas originarias de la provincia de Okinawa. La palabra china "Pangainoon" en Japón sonaba extraña y carecía de aceptación. En otoño del mismo año Kan·ei cambió el nombre definitivamente a "Uechi-Ryu" por unanimidad de los alumnos aventajados. En 1941 nace Kanmei, primer hijo de Kan·ei y actual líder del estilo. 
Kan·ei volvió a Okinawa en 1942 con su mujer y sus dos hijos. Se aproximaba la Segunda Guerra Mundial (1939- 1945) pero tenía que cuidar de su madre y sus hermanos. Kan·ei empezó a enseñar Karate en el gran jardín de su casa de la ciudad de Nagó. En 1946, un año después de terminar la Guerra, Kanbun volvió a Okinawa acompañado por Seiryo Shinjo y su hijo Seiyu Shinjo. Pronto se restablece el Dojo en Nago para recuperar el tiempo perdido. Kanbun se presentó como el fundador del estilo Uechi-Ryu en público sólo en dos ocasiones en exhibiciones organizadas por las autoridades de Okinawa. Falleció por nefritis en 1948. En abril de 1949 Kan·ei cambió su domicilio habitual al distrito Nodake en Ginowan y abrió un pequeño Dojo. Día tras día aumentaba la demanda y siete años más tarde se tuvo que trasladar al número 166 de Futenma, cerca del Dojo actual.
Kan-ei Uechi recibió el rango de 10°Dan en tres ocasiones de diferentes Organizaciones durante su carrera como Karateka. Falleció en febrero de 1991. Hoy día el estilo Uechi-Ryu es uno de los estilos de Karate tradicional de Okinawa más activos en el mundo.

## Técnicas

### Te-Waza
Los nombres de las técnicas principales corresponden a la denominación antigua.
No es habitual la aplicación de Daiken en Uechi-Ryu.
Principales técnicas:
- Daiken
- Shouken(sioken)
- Chuken
- Sishisen(Nukite)
- Boshiken
- Shutou
- Hiji
- Riken(Uraken)
- Haito
- Kentsui(Tettsui)
- Kote
- kakushi
- Haishu
- Hajiki

### Ashi-Waza
Las principales técnicas de piernas son:
- Sokusen
- Sokuto
- Sune
- Kakato
- Sokutei
- Haisoku
- Hiza

## Kata: Formas
Actualmente el estilo Uechi Ryu está compuesto por ocho formas o Kata. Los tres principales fueron aprendidos por el fundador, el maestro Kanbun Uechi en China y sus nombres son Sanchin, Sesan y Sanseryu, siendo este último conocido históricamente como Sandairyu. Tras la muerte de Kanbun, su hijo Kanei Uechi crea tres Katas para hacer más accesible el aprendizaje del estilo a los nuevos practicantes, introduciendo así los Kata Kanshiwa, Seryu y Kanchin. Más adelante el maestro Saburo Uehara crea el Kata Seichin, y el maestro Seiki Itokazu crea Daini Seisan (actualmente conocido como Kanshu) siendo añadidos al estilo.